# 平松賢人
平松 賢人（ひらまつ けんと、1994年11月14日 - ）は、日本のタレント・歌手。男性グループBOYS AND MEN、およびその派生ユニット誠、第七学園合唱部のメンバー。
愛知県出身。フォーチュンエンターテイメント所属。BOYS AND MENでのメンバーカラーは黄色。愛称はけんちゃん。

## 略歴
愛知県生まれ。小学4年生のときから、キッズモデルやダンス・パフォーマンスを披露する芸能活動をはじめた。「皆がやるなら自分もやる」という軽い気持ちで2010年4月に行われた「IKEMEN☆NAGOYA」オーディションに参加し、BOYS AND MENの初期メンバーとなる。同期には、平松と同じくセントラルジャパンのキッズモデル出身者である清水天規や平野紫耀、同事務所所属であった田中俊介らがいる。旗揚げ公演『ストレートドライブ!』で舞台に初出演。その後セントラルジャパンからBOYS AND MENの運営事務所である現所属事務所に移籍している。2012年2月に派生ユニット・誠のメンバーとなった。2013年4月、大学に進学した。
グループのパフォーマンスリーダーとしてライブ活動に力を入れており、 2019年『BOYS AND MEN HALL TOUR 2019 ボイメン劇場～令和旗揚げ公演〜』ではライブの演出を担当した。2020年『BOYS AND MEN 10th Anniversary ボイメン全国ライブツアー BARI BARI☆PARTY』においては歌割や映像用の素材撮影にも携わるなど、以降BOYS AND MENにおけるほとんどのライブの構成・演出を手掛けている。
2024年には27thシングル『ヴーカ・ヴーカ〜恋の筋肉〜』の振り付けを担当した。
個人としては演歌・歌謡ジャンルの歌手としても活動しており、2022年10月に自社レーベルからソロシングル『灼熱ロマンス』をリリース。2025年6月には日本クラウンからソロ歌手としてメジャーデビューすることが発表された。

## 人物
身長175cm、血液型はO型。BOYS AND MENでのキャッチフレーズは「変幻自在のノンアルコール」。グループが13人編成になってからは吉原雅斗と共に最年少メンバーである。吉原とは高校の同級生で、吉原がグループに加入する以前からの知り合いであった。BOYS AND MENプロデューサーの谷口誠治は、平松の歌唱力を評価してグループの「音楽的なリーダー」と設定しており、「BOYS AND MENの曲は平松のキーに合わせて、やや高めに設定されている」と述べている。2014年頃からはダンスリーダーの役割を任されており、ライブやテレビ出演時の構成・演出や、グループ内外の楽曲の振り付けも一部担当している。
カメラが趣味であり、撮影した写真をメディアに提供することもある。日常的にメンバーを撮影しており、BOYS AND MENを被写体とした写真展の開催や写真集の出版も行っている。活動10周年を記念して小学館から発行された『BOYS AND MEN 10th Anniversary Book』においては、カメラマンとして写真提供を行うと共に編集長として企画や紙面デザインにも携わった。第24回NHKハート展には、写真を使ったコラージュ作品を出展した。
2023年にソニーストア名古屋で展示の機会を得たことをきっかけに、映像作品の制作も行うようになった。2024年開催の「平松賢人 作品展『Y』」では、自身初の本格的な監督作品となるミュージックビデオ『モノローグ』（吉原雅斗ソロ曲）を展示。会期終了後にはグループの公式Youtubeでも公開された。

## ソロ歌手として
グループ活動と並行してソロでの歌手活動も行なっている。10代の頃から昭和歌謡が好きと公言しており、好きなボーカリストは玉置浩二、憧れは田原俊彦。
2020年10月〜12月、配信番組として開催された『ボイメン学園なんでもグランプリ カラオケ得点王決定戦』に出場し、所属事務所内のタレント31名で競われた予選を勝ち抜き優勝。賞品として、2021年9月13日に自身初のソロ曲『灼熱ロマンス』を配信リリースした。 自身でつけたキャッチコピーは「今、聴くべき昭和がここにある。」など。発売から3ヶ月後に週間有線ランキング演歌リクエストに初登場し、以降数ヶ月にわたりランクインを続けた。
配信リリースから約1年後となる2022年10月5日、『灼熱ロマンス』をNagoya Dream RecordsからシングルCDとしてリリース。同週のオリコン演歌・歌謡シングルランキング1位を獲得した。
2022年9月には地元名古屋で山川豊とのジョイントコンサートを開催。CDデビュー後は、二見颯一、新浜レオン、東京力車、風輪など、演歌第7世代や歌謡男子と呼ばれる歌手と共にライブやイベントを行なうことも多い。
2024年7月にはセカンドシングル『ア・ヤ・シ・イ・ネ』をリリースし、前作に続きオリコン演歌・歌謡シングルランキング週間1位を獲得。4週にわたってTOP10入りを続け、発売から4ヶ月後の11月にも再び1位を記録するなど、ロングヒットとなった。

### ディスコグラフィ
|   | 発売日         | タイトル           | 収録曲                 | レーベル             | オリコン最高位         | 備考 |
| - | -------------- | ------------------ | ---------------------- | -------------------- | ---------------------- | --- |
| 1 | 2022年10月05日 | 灼熱ロマンス       | 灼熱ロマンス           | Nagoya Dream Records | 総合4位/演歌・歌謡1位  | - TOKYO MX「うたなび！」2022年11月マンスリーソング - TBSテレビ「開運音楽堂」2022年11月エンディングテーマ |
| 1 | 2022年10月05日 | 灼熱ロマンス       | 赤坂の赤い心           | Nagoya Dream Records | 総合4位/演歌・歌謡1位  | - TOKYO MX「うたなび！」2022年11月マンスリーソング - TBSテレビ「開運音楽堂」2022年11月エンディングテーマ |
| 1 | 2022年10月05日 | 灼熱ロマンス       | 別れたっていいじゃない | Nagoya Dream Records | 総合4位/演歌・歌謡1位  | - TOKYO MX「うたなび！」2022年11月マンスリーソング - TBSテレビ「開運音楽堂」2022年11月エンディングテーマ |
| 1 | 2022年10月05日 | 灼熱ロマンス       | 甘噛みKISS             | Nagoya Dream Records | 総合4位/演歌・歌謡1位  | - TOKYO MX「うたなび！」2022年11月マンスリーソング - TBSテレビ「開運音楽堂」2022年11月エンディングテーマ |
| 2 | 2024年07月09日 | ア・ヤ・シ・イ・ネ | ア・ヤ・シ・イ・ネ     | Nagoya Dream Records | 総合14位/演歌・歌謡1位 | |
| 2 | 2024年07月09日 | ア・ヤ・シ・イ・ネ | 愛のスカーレット       | Nagoya Dream Records | 総合14位/演歌・歌謡1位 | |
| 3 | 2025年08月27日 | メラメラ           | メラメラ               | 日本クラウン         |                        | - ニッポン放送 8月度優秀新人 - いっしょに歌お！CBCラジオ 2025年8月のうた                                 |
| 3 | 2025年08月27日 | メラメラ           | 雨も独り占め           | 日本クラウン         |                        | - ニッポン放送 8月度優秀新人 - いっしょに歌お！CBCラジオ 2025年8月のうた                                 |
| 3 | 2025年08月27日 | メラメラ           | 愛を捧げたい           | 日本クラウン         |                        | - ニッポン放送 8月度優秀新人 - いっしょに歌お！CBCラジオ 2025年8月のうた                                 |

### その他のリリース

#### POTSUN
主演映画『右へ行ってしまった人』の劇中歌と劇伴楽曲を収録。劇中歌はすべて平松が歌唱しており、役柄が劇中バンドSUNSET SEASONのボーカル役であったことから「平松賢人 with SUNSET SEASON」名義でリリースされた。作詞・作曲は同映画の監督である堂野アキノリが手掛けている。
|   | 発売日         | タイトル | 収録曲               | レーベル             |
| - | -------------- | -------- | -------------------- | -------------------- |
| 1 | 2023年12月01日 | POTSUN   | POTSUN               | TOKYO RABBIT RECORDS |
| 1 | 2023年12月01日 | POTSUN   | New Life & New Story | TOKYO RABBIT RECORDS |
| 1 | 2023年12月01日 | POTSUN   | Step by Step         | TOKYO RABBIT RECORDS |
| 1 | 2023年12月01日 | POTSUN   | RIDE ON TIME         | TOKYO RABBIT RECORDS |
| 1 | 2023年12月01日 | POTSUN   | Simple               | TOKYO RABBIT RECORDS |
| 1 | 2023年12月01日 | POTSUN   | Pierrot              | TOKYO RABBIT RECORDS |
| 1 | 2023年12月01日 | POTSUN   | 恋の予感             | TOKYO RABBIT RECORDS |
| 1 | 2023年12月01日 | POTSUN   | 必然の出逢い         | TOKYO RABBIT RECORDS |
| 1 | 2023年12月01日 | POTSUN   | 鷹介と水帆           | TOKYO RABBIT RECORDS |
| 1 | 2023年12月01日 | POTSUN   | パラレルワールド     | TOKYO RABBIT RECORDS |
| 1 | 2023年12月01日 | POTSUN   | もう一度君と         | TOKYO RABBIT RECORDS |

## 出演

### テレビドラマ
- なぜ東堂院聖也16歳は彼女が出来ないのか? （2014年10月 - 12月、メ〜テレ）沢田 役
- ショクバの王子様（2017年3月、東海テレビ）[41]
- 犯罪症候群 第4話 - 5話（2017年4月 - 5月、東海テレビ）村木了 役
- 人狼ゲーム ロストエデン （2018年1月 - 3月、地方局などによる共同制作）越智一二三 役
- トクサツガガガ（2019年1月 - 3月、NHK総合）キバたん 役
- サイレント・ヴォイス 行動心理捜査官・楯岡絵麻 Season2 第2話（2020年5月 - 7月、BSテレビ東京）松崎真也 役

### その他テレビ番組
- ハルさんのHAVE A GOOD HOUSE（2016年4月 - 2017年、三重テレビ）[42]
- チャント!（2019年4月 - 2023年、2024年10月- CBCテレビ）[43][44]
- チェックマーク（2024年4月 - 、 東海テレビ）[45]
- ちゃーじ（2024年4月 - 、 東海テレビ）

### CM
- 三陸産と常磐産うめぇもんキャンペーン（2024年9月 - ）

### 映画
- A.F.O 〜All for one〜（2014年）[46]
- サムライ・ロック（2015年）竹中亮太 役
- 復讐したい（2016年）霞太郎 役
- BOYS AND MEN 〜One For All, All For One〜（2016年）平松賢人 役[47]
- クハナ!（2016年）[48]
- 人狼ゲーム インフェルノ（2018年） 越智一二三 役
- キスできる餃子（2018年）
- バイバイ、ヴァンプ!（2019年）宮田知基 役
- SOMEDAYS（2023年） 西川光 役
- 右へいってしまった人（2023年）主演・鷹介 役[49]
- 春の香り（2025年）川上 役[50]

### 配信ドラマ
- 学園のクローバー（2013年）[46]
- キスのカタチ「理系男子」（2016年）貴大 役[51]
- ボイメン☆ドライブ「黄昏ドライビングスクール」「おりない刑事3〜銃弾の報復〜」(2020年)

### 配信番組
- イナズマロックドリームTV（2021年）MC[52]

### 舞台
- ストレートドライブ!（2010年）
- ホワイト☆タイツ（2011年）椎名蓮 役[53] ほか
- ストレートドライブR（2012年）
- ホワイト☆タイツII（2012年）秋川徹/ヴィクトリア 役[54]
- RETURNER（2013年）沖田総司 役ほか[55]
- なごや万華鏡落語「あさきゆめみし」（2017年）[56]
- ボイメンステージ 諦めが悪い男たち〜NEVER SAY NEVER〜（2020年）蒼井裕次郎 / 桃園大樹 役[57]
- Foodtruck FixYou〜full course〜（2021年）クッキンジャー シュガピンク / ヒロ 役[58]
- 舞台護り屋（2022年-2023年）翔太 役[59]
- 30-DELUX×KoRocK 『スペースウォーズ2023 feat.BOYS AND MEN』（2023年）H 役[60]

## 写真展・作品展
- BOYS AND MEN 平松賢人 初写真展　(2017年)[19]
- NHKハートプロジェクト 第24回「NHKハート展」(2019年-2020年)[61]
- カンボジア写真展「笑顔咲くこどもたち in Cambodia by KENTO HIRAMATSU」（2023年）[62]
- ソニーストア名古屋  BOYS AND MEN 平松賢人 作品展『YT』（2023年）[63]
- ソニーストア名古屋  BOYS AND MEN 平松賢人 作品展『Y』（2024年）[64]
- 写真展「BMK」（2024年）[65]
- ソニーストア名古屋  BOYS AND MEN 平松賢人 作品展『BMK』（2024年-2025年）[66]
- ソニーストア名古屋  BOYS AND MEN 平松賢人 作品展『本田剛文 「霧時雨」』（2025年）[67]

## その他の活動
- 博物館明治村「明治村探検隊」広告モデル[68]
- 『Bright One』 イメージキャラクター（2017年）[69]
- 名古屋市PRソング「でら凄(すご)っ！名古屋」 歌唱参加（2018年）[70]

## 作品

### 配信シングル
- 灼熱ロマンス（2021年）
- ア・ヤ・シ・イ・ネ（2023年）

### 映像作品
- 吉原雅斗『モノローグ』Music Video（2024年）[24]
- 吉原雅斗『Last Forever』Music Video（2024年）[71]
- BMK『HEAVY!?』Music Video（2024年）

### 電子書籍
- CanCam デジタルフォトブック 『平松賢人 COLOR-08 “YELLOW”』（2018年、小学館）[72]
- CanCam デジタルフォトブック 『君と僕らの夏ハワイ ～BOYS AND MEN～ Type.A』[73]
- CanCam デジタルフォトブック 『君と僕らの夏ハワイ ～BOYS AND MEN～ Type.B』[74]
- CanCam デジタルフォトブック『BOYS AND MEN 10th Anniversary Book DIGITAL photo by KENTO』[75]

### 書籍
- 『君と僕らの夏ハワイ〜BOYS AND MEN〜』平松賢人責任編集ver.[20]

### 作詞
すべて第七学園合唱部「Kento」名義。
- フィール・イット（2016年、アルバム『チキン』[76]）
- 未来（同上）
- Game Of Life（2017年、DVD『第七学園合唱部 第二回定期演奏会』）
- 向こう側のきみへ（同上）

### 振付

#### BOYS AND MEN
- ツクヨミ（2016年）[77]
- One For All, All For One 〜夢は叶えるもの〜（2016年、小林豊との共作）
- アイコトバ（2017年）[78]
- 夢で終わらないで（2017年、吉原雅斗との共作）[79]
- 頭の中のフィルム（2019年）
- ONE WAY（2019年）[80]
- FAKE（2019年、誠 Zeppツアー2019 ～元気いっぱい全国大冒険～ver.）[81]
- 道（2021年）
- つーじーは脱糞中（2021年）
- 明日を迎えに（2022年）[82]
- ヴーカ・ヴーカ〜恋の筋肉〜（2024年）[83]
- Mr.メ〜ン（2025年）

#### その他
- ナガオカ×スクランブル『MAZIDESU.』（2016年）[84]
- NHK公開復興サポート 明日へつなげるコンサート『WAになっておどろう』（2019年8月3日放送）[85]
- BOYS AND MEN研究生『BLAZING!!!!!』（2020年）[86]
- 世界コスプレサミット 2020 ONLINE テーマソング『We Can Start !! -2020 Ver.-』（2020年）[87]
- 木梨憲武「木梨の音楽会。」東京公演バックダンサー『サンシャイン ラブ〜差し替え ザッキー〜』（2020年）[88]
- ボイメンエリア研究生『恋、ハレルヤ』（2021年）[89]
- BMK『あっちっち！』（2023年）[90]
- 映画SOMEDAYS 劇中歌『未来』（2023年）[91]
- BMK『HEAVY!?』（2024年）[92]